# Man (groupe)
Pour les articles homonymes, voir Man.
Man est un groupe gallois de rock fondé en 1968.

## Histoire
Les membres fondateurs de Man font leurs débuts au sein des Bystanders, un groupe de pop fondé en 1962 à Merthyr Tydfil, dans le sud du pays de Galles. Les Bystanders publient quelques singles influencés par les harmonies vocales des Four Seasons et des Beach Boys entre 1966 et 1968 sur le label Pye Records, mais ils ne rencontrent pas le succès. Leurs derniers disques, qui comprennent des faces B écrites par les membres du groupe, présentent des accents de pop psychédélique. Le chanteur Vic Oakley quitte les Bystanders en 1968 et le groupe se rebaptise Man.
À sa création, Man se compose de cinq musiciens : Micky Jones (chant, guitare), Deke Leonard (guitare, chant), Ray Williams (basse), Jeff Jones (batterie) et Clive John (guitare, claviers, chant). Ce quintette publie deux albums en 1969 chez Pye : Revelation (en) et 2 Ozs of Plastic with a Hole in the Middle (en). La musique du groupe évoque alors celle des formations de rock psychédélique californiennes, en particulier Quicksilver Messenger Service.
Après le deuxième album, la section rythmique du groupe est remplacée par Martin Ace (basse) et Terry Williams (batterie) et Man signe un nouveau contrat avec United Artists Records. Deux albums voient le jour en 1971 : Man (en) et Do You Like It Here Now, Are You Settling In? (en) Clive John quitte Man en janvier 1972 sans être remplacé.
L'année 1972 voit la sortie de deux albums live : Greasy Truckers Party (en), enregistré lors d'un concert donné à la Roundhouse de Londres avec Brinsley Schwarz et Hawkwind, suivi de Live at the Padget Rooms, Penarth (en). La formation change à nouveau avec le départ de Martin Ace et de Deke Leonard, remplacés par Clive John, Will Youatt et Phil Ryan. À nouveau composé de cinq membres, Man sort à la fin de l'année son cinquième album studio, Be Good to Yourself at Least Once a Day (en), et enregistre son troisième album live, Christmas at the Patti (en).
Clive John quitte à nouveau Man. Un deuxième guitariste, Tweke Lewis, est recruté pendant l'enregistrement de Back into the Future (en), un double album qui se classe no 23 des ventes au Royaume-Uni à sa sortie, en septembre 1973. La composition du groupe reste instable au cours des années qui suivent et Man finit par se séparer à la fin de 1976 après un ultime album studio chez MCA, The Welsh Connection (en), et un live intitulé, de manière appropriée, All's Well That Ends Well (en).
Micky Jones, Deke Leonard et Martin Ace reforment Man en 1983 avec l'ancien batteur de Gentle Giant John Weathers. Le groupe donne de nombreux concerts et publie quelques albums studio, avec une formation toujours fluctuante.

## Membres

### Membres actuels
- Martin Ace : basse, guitare, chant (1970-1972, 1975, depuis 1983)
- Josh Ace : guitare, claviers, chant (depuis 2004)
- James Beck : guitare, chant (depuis 2008)
- Malcolm Morley (en) : claviers, guitare, chant (1973-1974, depuis 2018)
- Shane Dixon : batterie (depuis 2018)

### Anciens membres
- Micky Jones (mort le 10 mars 2010) : chant, guitare (1968-1976, 1983-2002, 2004-2005)
- Deke Leonard (en) (mort le 31 janvier 2017) : guitare, piano, clavecin, percussions, chant (1968-1969, 1970-1972, 1974-1976, 1983-1996, 1997-2004)
- Ray Williams : basse, chant (1968-1970)
- Jeff Jones : batterie, percussions (1968-1970)
- Clive John (mort le 24 août 2011) : piano, orgue, clavecin, guitare, chant (1968-1972, 1972-1973)
- Terry Williams : batterie, percussions, chant (1970-1976, 1996-1997)
- Phil Ryan (en) (mort le 30 avril 2016) : claviers, chant (1972-1973, 1998-2000, 2008-2016)
- Will Youatt : basse, chant (1972-1973)
- Tweke Lewis : guitare (1973)
- Ken Whaley (en) (mort le 8 mai 2013) : basse (1973-1975)
- John McKenzie  (mort le 10 mai 2020) : basse, chant (1975-1976)
- John Weathers : batterie (1983-1996)
- Bob Richards : batterie (1997-2008)
- Gareth Thorrington : claviers (2000-2006)
- George Jones : guitare (2002-2008)
- Rene Robrahn : batterie (2008-2018)

## Discographie

### Albums studio
- 1969 : Revelation (en)
- 1969 : 2 Ozs of Plastic with a Hole in the Middle (en)
- 1971 : Man (en)
- 1971 : Do You Like It Here Now, Are You Settling In? (en)
- 1973 : Back into the Future (en)
- 1974 : Rhinos, Winos and Lunatics (en)
- 1974 : Slow Motion (en)
- 1976 : The Welsh Connection (en)
- 1992 : The Twang Dynasty (en)
- 1995 : Call Down the Moon (en)
- 2000 : Endangered Species
- 2002 : Undrugged (en)
- 2006 : Diamonds and Coal
- 2009 : Kingdom of Noise (en)
- 2015 : Reanimated Memories
- 2019 : Anachronism Tango

### Albums en concert
- 1972 : Greasy Truckers Party (en) (avec Brinsley Schwarz et Hawkwind)
- 1972 : Live at the Padget Rooms, Penarth (en)
- 1975 : Maximum Darkness (en)
- 1977 : All's Well That Ends Well (en)
- 1998 : 1998 at the Star Club (en)
- 2002 : Down Town Live (en)